# 前青少年期
前青少年期（Preadolescence、pre-teen、tween）是人的成長过程中，处于幼兒期和青少年期之間的階段。一般将青春期的開始認定為前青少年期的結束，有时也直接用年齡划分，通常认为是10至13歲。進入前青少年期時，也會有伴隨而來的挑戰與焦慮。

## 和青春期及年齡的關係
青春期前（prepubescent）和前青少年期（preadolescent）是不同的。青春期前（prepubescent，有時也稱為兒童）是指還沒有出現第二性徵的男孩和女孩，而前青少年期多半是指10到13歲，有時也會定義為9到14歲。
從兒童變成青少年的時間點，一般會用進入青春期或是從13歲起來定義。不過有些人（女性比較容易）在10至13歲（或9至14歲）的前青少年期年齡時就開始有第二性徵，也就進入青春期。研究指出1950年代以後，每晚十年出生的一代，青春期就會往前提早一年。
一般而言是可以區分童年中期（大約在五至八歲）和前青少年期的差異。目前對於前青少年期何時開始及何時結束有許多不同的定義，也還沒有共識。
前青少年期的英文，在心理學上會稱為preadolescent，不過在日常使用的英文中，也會用preteen、preteenager或tween之類的詞語。preteen或preteenager是指年齡在十二歲及以下的兒童，一般而言這些詞語會用在接近十二歲的情形下，特別是11歲。Tween是美國針對preteen出現的新词及行銷用語，是between和teen組成的合成語

## 心理發展
「兒童一生中有二個主要的社會化場合，家庭環境……正式的教育機構。」。「家庭的功能之一是兒童主要的社交場合。」，這也主導了兒童出生後的前五年生活。童年時期中間的特點是「讓兒童準備好進入學校、自信、對事物有興趣、知道哪些行為是符合別人期待的、可以等待、可以依照指令作事、也可以和其他的小孩相處。」
前青少年期的世界觀和較小的兒童有許多方面的不同。他們的世界觀不會像早期以幻想為主，而是有更多現實的觀點。前青少年期的人在其想法及作法上都更加成熟、通情達理，也比較實際：「成長中最『通情達理』的階段，此時的兒童也比較沒那麼感性。」。，他們也會以較深入性的觀點來看待未來，並且看待他們行動的影響（這和較小的孩子不同，較小的孩子還不會擔心他們的未來）。因此也會對未來的職業有更實際的期待（例如「我長大後要成為工程師」，而不是「我要變成巫師」。）。這個年齡的兒童通過獲取知識及能力的方式，較多致力於可以「控制外在現實世界」的事，不過他們也會有擔心，不像小時候恐惧一些想像的事（例如女巫、怪物、鬼），他們目前恐惧的是綁架、強姦及可怕的媒體報導，這些等可能會在現實世界發生的事。
前青少年期的人會用不同的方式看待人際關係（例如他們會注意权威人物的缺點）。此外，他們也開始發展自我認同，越來越有独立的感覺：「感覺是一個獨立個體，不再『只是家中的一員』。」。也會出現對道德的不同觀點，前青少年期也會有更多的合作。也就是在群體中平衡自己的需要及群體中其他人的需要。。許多前青少年期的人會開始質疑他們的家庭生活以及其環境，對於政治、宗教、性及性别角色等議題，也可能會有和其父母不同的觀點。
家庭一般也會給前青少年期的成員較多的責任，例如有責任要照顧弟妹或是年齡較小的親屬（例如保姆服务），而前青少年期會開始關注他們的外貌及其穿著。
前青少年期可能會開始經歷迷戀、早戀或是愛情，「女孩帶著所有對於浪漫的興趣，前青少年期女孩對浪漫的追求似乎是比深情的人還要積極。」。
前青少年期可能會有發脾氣的問題，有時會讓他們在一些風險行為上有暴力的決定。少數的情形下可能會因此造成不幸的結果，例如意外死亡。

### 尋找第二個家
假設是在理想情形下發展，前青少年的人「到學校是因為要在他們的生命中加入一些事物，讓他們最終可以像他們的父母一樣找到工作。」。不過若是早期的發展階段有些偏差，依照「若錯過了一個階段，晚一點還有機會再重走一次」的原則，有些兒童「到學校有另外一個目的，是為了尋找家以外的第二個家，一個讓情緒穩定的地方，可以練習自身在情感上的責任，也是一個讓他們可以有歸屬感的群體。」

### 離婚
在9至12歲的準青少年而言，特別容易受到父母分離所影響。在這些問題中，他們可能會渴望捲入父母的紛爭之中，他們願意採取行動，和父母之間的關係會讓他們試圖拯救苦惱的父親或母親，但這樣的關係反而會對子女本身造成傷害。

### 媒體
前青少年期的人會比年齡較小的兒童更多接觸流行文化，其興趣是以網路趨勢、電視節目及電影（不再只是卡通）、時尚、科技及社群媒體為基礎。前青少年期會喜好特定的品牌，是許多廣告商的目標客戶。他們希望買特定品牌的東西是希望可以跟的上流行，而這個想法到青少年時會更加強烈。
有些學者認為「有研究指出前青少年的人常常接觸到媒體中一些和性有關的內容，重視其中得到的訊息，並且以此作為學習的資源……也會以他們所接收到的內容作為他們認知性道德的標準之一。」。不過也有其他研究指出媒體中和性有關的內容，對於前青少年及青少年性行為上的影響其實不大。

## 弗洛依德的觀點
弗洛依德稱這個階段為「潜伏期」，對性的感覺及興趣都還在潛藏中。對性的感覺會使得和父母組成的第一個「永恆三角形」褪色，對於其他興趣及活動有不受拘束的活力。爱利克·埃里克森認為「狂暴的驅力在青春期風暴來臨之前多半是休眠的，當所有這些較早期的驅力以新的組合再度出現，會讓整個人帶往以生殖系統主导的時期。」
潜伏期的兒童會投入更多精力在一些和性無關的事物，例如學校、運動及和同性之間的友誼。童年中期的特徵是「看重學校、團體、班級、朋友、同夥及有組織的活動……以及帶領這些活動的成年人。」。不過2010年的一個研究指出在這個階段「大部份的兒童沒有停止性的發展、對於性的興趣及相關行為」，只是他們「不會和成人分享，也比較不常被觀察到。」，因為「他們已學會了規則，他們試圖讓自己符合成年人認為『兒童對性沒有興趣』的想法，但對相關事物的好奇其實都繼續進行，有許多在他們之中進行著的實驗。」。
八歲的小孩有「幾年的時間等待青春期、青少年以及最終的性成熟，這些在青春期開始前都是潛伏的」，但是到了前青少年期（9至12歲），從兒童中期往前再進了一步，所謂「青春期前的自省及社會關注」會更加明顯。很顯然的「在前青少年期的生活中，很少生活經驗的影響力要比『要進入青春期』要強大。」，因此「在11或12歲以前的很長一段時間，變化是穩定及漸進的，而這様的時期大約就到11或12歲為止。」。

## 延伸閱讀
- Myers, James. "Tweens and cool", Admap, March 2004.
- G. Berry Brazelton, Heart Start: The Emotional Foundations of School Readiness 9Arlington 1992)